# Frank Drebin
Franklin "Frank" Drebin – postać fikcyjna występująca w amerykańskim serialu Police Squad! (Brygada specjalna) i filmach z cyklu Naga broń. W postać Franka Drebina wcielił się Leslie Nielsen.

## Życiorys
Frank Drebin jest detektywem w stopniu porucznika w wydziale specjalnym. Współpracuje z kapitanem Edem Hockenem i Nordbergiem. Jest roztrzepany i powoduje wiele wypadków. Często wywołuje skandale (np. rzucając się na królową Elżbietę II lub wywołując pożar w biurze znanego biznesmena i polityka). Słynie z szokujących wypowiedzi i zachowań.
Drebin jest pochodzenia holendersko-walijskiego. W młodości był skautem. Jego żoną miała zostać Gabriel (jednak zniknęła w dniu ślubu), później ożenił się z Jane. Miał syna.

### Filmy
- Police Squad! (1982) – 6 odcinków
- Naga broń: Z akt Wydziału Specjalnego (1988)
- Naga broń 2½: Kto obroni prezydenta? (1992)
- Naga broń 33⅓: Ostateczna zniewaga (1994)